# Eustrotia iranica
Eustrotia iranica är en fjärilsart som beskrevs av Kotzsch 1940. Eustrotia iranica ingår i släktet Eustrotia och familjen nattflyn. Inga underarter finns listade i Catalogue of Life.